# The Best You Can
The Best You Can ist eine romantische Filmkomödie von Michael J. Weithorn. Der Film mit Kyra Sedgwick, Kevin Bacon und Judd Hirsch feierte im Juni 2025 beim Tribeca Film Festival seine Premiere.

## Handlung
Cynthia Rand ist eine zugeknöpfte New Yorkerin, verheiratet mit einem brillanten Professor, der 25 Jahre älter ist als sie. Walter war in den 1970er Jahren Mitglied im Komitee der Untersuchung der Watergate-Affäre. Cynthia spürt die Auswirkungen des fortschreitenden Alters ihres Mannes auf ihre Beziehung.
Als sie nach einem vermeintlichen Einbruchsversuch in dem Haus, in dem sie als Urologin arbeitet, den scharfsinnigen Sicherheitsmann Stan Olszewski kennenlernt, bietet sie ihm ihre Expertise an, als er sie fragt, ob er bei ihr pinkeln dürfe, da er in letzter Zeit und vermehrtem Harndrang leidet. Zwischen den beiden entwickelt sich eine spannungsgeladene Freundschaft.

## Produktion

### Filmstab und Besetzung
Regie führte Michael J. Weithorn, der auch das Drehbuch schrieb. Es handelt sich bei The Best You Can nach A Little Help von 2010 um seinen zweiten Spielfilm. Bekannt ist Weithorn für seine Arbeit an der Sitcom King of Queens.
Kyra Sedgwick und ihr Ehemann Kevin Bacon spielen in den Hauptrollen Cynthia Rand und Stan Olszewski. Sie arbeiteten zuletzt für Loverboy zusammen und waren in der Filmkomödie Ari & Sam  in den Hauptrollen zu sehen. Beide treten gemeinsam mit Victoria Hill und Andrew Mann auch als Produzenten des Films in Erscheinung. Judd Hirsch spielt Cynthias älteren Ehemann Warren. Ray Romano ist in der Rolle von Doug Finkelman zu sehen, ein Kollege von Cynthia, mit dem sie sich per Zoom austauscht. Brittany O’Grady spielt Stans Tochter Sammi. Das Casting übernahmen Jennifer Euston und Allison Jones.

### Filmmusik und Veröffentlichung
Kurt Farquhar, der die Filmmusik komponierte, war zuletzt überwiegend für Fernsehserie tätig, so für The Game, Stitchers, und Black Lightning. 
Die Premiere des Films war am 7. Juni 2025 beim Tribeca Film Festival.

## Rezeption

### Altersfreigabe
In den USA erhielt der Film  ein R-Rating, was einer Freigabe ab 17 Jahren entspricht.

### Auszeichnungen
Tribeca Film Festival 2025
- Nominierung in der Sektion Spotlight Narrative